# Navadni vratič
Navadni vratič (znanstveno ime Tanacetum vulgare) je trajnica iz družine nebinovk.

## Opis
Navadni vratič zraste do 2 metra visoko in ima po steblu premenjalno razporejene liste, ki so po obrisu suličasti in so razdeljeni na 18 do 24 suličastih lističev z nazobčanim robom. Spodnji listi imajo peclje, zgornji pa sede na steblu rastline. Na vrhu je rastlina razvejana, na vrhu vsakega od vršičkov pa se razvijejo do 1 cm široki cvetni koški zbrani v češulje rumene barve. V njih so zbrani majceni cevasti cvetovi..

## Razširjenost in uporabnost
Navadni vratič je samonikel v Evraziji, najdemo pa ga povsod razen v Sibiriji in na nekaterih sredozemskih otokih . Kot zdravilno rastlino so ga verjetno načrtno začeli gojiti že v antični Grčiji. Raste predvsem na pusti podlagi, iz listov in zeli pa se pridobiva eterično olje, ki je sicer strupeno, a v majhnih količinah odpravlja človeške gliste in podančice. Poleg tega pripravki iz rastline pomagajo pri boleznih jeter in žolčnega mehurja ter pri črevesnih boleznih. V srednjem veku so večje odmerke eteričnega olja uporabljali za sprožitev splava pri ženskah